# Stade Yadegar-e Emam
 (mars 2025).
Si vous disposez d'ouvrages ou d'articles de référence ou si vous connaissez des sites web de qualité traitant du thème abordé ici, merci de compléter l'article en donnant les références utiles à sa vérifiabilité et en les liant à la section « Notes et références ».
Le Stade Yadegar-e Emam (en persan : ورزشگاه یادگار امام تبریز) est un stade multifonction situé à Tabriz, dans la province de l' Azerbaïdjan oriental, en Iran.
Il a une capacité de 66 833 spectateurs et accueille les rencontres à domicile du Teraktor Sazi.